# Lavaur (Tarn)
Lavaur è un comune francese di 10 987 abitanti situato nel dipartimento del Tarn nella regione dell'Occitania.

## Società

### Evoluzione demografica
Abitanti censiti